# Весник, Евгений Яковлевич
Евге́ний Я́ковлевич Весни́к (15 января 1923, Петроград — 10 апреля 2009, Москва) — советский и российский актёр театра и кино, театральный режиссёр, мастер художественного слова (чтец), публицист, автор ряда сценариев для радио и телевидения; народный артист СССР (1989). Участник Великой Отечественной войны.

## Биография
Родился 15 января 1923 года в Петрограде (ныне Санкт-Петербург) в семье Якова Ильича Весника и Евгении Эммануиловны Весник (урождённой Немечек). В одном из интервью Евгений Яковлевич признался: «Правильно ударение в моей фамилии делать на втором слоге — Весни́к! Отец у меня был белорусский еврей, а мать русифицированная чешка». Вскоре они переселились в Кривой Рог — Яков Весник был назначен директором Криворожского комбината.
После расстрела отца и ссылки матери в Казахстан в 1937 году Евгений был отправлен в специальный детский дом для детей «врагов народа». По дороге к месту сбежал; М. И. Калинин, бывший до революции начальником цеха на петербургском заводе, где работал слесарем Яков Весник, помог его сыну прописаться в квартире родителей. С пятнадцати с половиной лет он был подсобным рабочим в цехе, где проверяли целостность противогазов.
В 1942 году Евгений был призван в РККА, окончил артиллерийское училище в звании младшего лейтенанта. C июня 1944 года находился на фронте — был командиром огневого взвода 1-й гвардейской корпусной артиллерийской бригады и адъютантом командира 5-й гвардейской гаубичной артиллерийской Севастопольской краснознамённой бригады, гвардии лейтенант. Участник штурма Кёнигсберга. Был награждён боевыми орденами и медалями.
В 1948 году в Москве окончил Театральное училище имени М. С. Щепкина и был принят в труппу Московского драматического театра им. К. С. Станиславского (ныне Электротеатр Станиславский). В 1954 году перешёл в Московский театр Сатиры, где работал до 1963 года и стал первым в СССР исполнителем роли Остапа Бендера, которого сыграл в общей сложности более шестисот пятидесяти раз.
С 1963 года Весник был актёром Малого театра, который покинул в 1992-м. Одновременно в 1981—1990 годах выступал на сцене Московского драматического театра «Сфера».
Театральной Москве Евгений Весник был известен и как коллекционер походок людей; он вспоминал, что в процессе вживания в роль именно походка героя всегда помогала ему узнать «своего» героя, и нередко актёры обращались к Веснику с просьбой «продать походку» для той или иной роли. Так, он подарил Николаю Гриценко походку «иноходца» для роли Алексея Каренина в фильме А. Зархи «Анна Каренина» — при ходьбе левая рука движется вместе с левой ногой, а правая — вместе с правой.
Как в Театре сатиры, так и в Малом театре Евгений Весник занимался и режиссурой. В 1990 году на сцене Криворожского городского театра драмы и музыкальной комедии имени Т. Г. Шевченко поставил спектакль о судьбе своих родителей «Чистка» по пьесе В. Козака.
Дебют актёра в кинематографе состоялся в 1955 году, в фильме Сергея Юткевича «Отелло»; сыграл более 90 ролей, работал на дубляже, озвучивал мультфильмы. Много работал на радио и телевидении; с середины 1950-х годов выступал на эстраде.
Евгений Весник является автором 20 книг; написал ряд сценариев для радио и телевидения. Был членом Союза кинематографистов СССР, Союза театральных деятелей РФ, Союза писателей СССР.
В 2005 году актёр перенёс пневмонию, а 7 апреля 2009 года у него случился инсульт. 10 апреля скончался в больнице в Москве на 87-м году жизни. Прах актёра захоронен 14 апреля на Троекуровском кладбище (6 участок).

Памятник на Троекуровском кладбище Москвы

## Семья
- Отец — Яков Ильич Весник (1894—1937)[2][10], видный деятель советской промышленности и личный друг Г. К. Орджоникидзе. В 1930-е годы работал начальником строительства и первым директором завода «Криворожсталь». После смерти Г. К. Орджоникидзе был репрессирован и 17 ноября 1937 года расстрелян[11].
- Мать — Евгения Эммануиловна Весник (в девичестве Немечек[2]), познакомилась с будущим мужем в госпитале, где Яков лечился после ранения, а она работала медсестрой. После расстрела мужа была отправлена в ссылку в Казахстан.
- Первая жена — Клавдия Ивановна Шинкина (1925—2009), окончила Театральное училище имени М. Щепкина, была актрисой Московского драматического театра имени К. С. Станиславского.
- Вторая жена (1958—1965) — Ника Дмитриевна Прохорова (урождённая Демидова, 1936—2010), гримёр Театра сатиры.
  - Сын — Евгений (род. 1959), внуки — Евгений (род. 1983) и Филипп (род. 1993).
- Третья жена (1966—1968) — Галина Степановна Зенкина (1926—1992), секретарь Управления дипломатического корпуса МИД СССР.
  - Сын — Антон (род. 1967).
- Четвёртая жена (с 1971) — Сусанна (Нонна) Гавриловна Каменева (род. 1930), бывшая жена его фронтового друга Нила Каменева (дочь от первого брака — Марина, род. 1957).
- Фактический брак (до 1957) — Ляля Чёрная (1909—1982), актриса театра и кино, танцовщица, исполнительница цыганских песен и романсов, артистка театра «Ромэн», заслуженная артистка РСФСР (1960)[12].
- Дядя — Моисей Ильич Весник (1906—1973), учёный в области машиностроения.

## Творчество

### Театральные работы

#### Московский театр сатиры
1. 1956 — «Золотой телёнок» по И. А. Ильфу и Е. П. Петрову; постановка Э. Б. Краснянского — Остап Бендер
2. «Двенадцать стульев» по И. А. Ильфу и Е. П. Петрову; постановка Э. П. Гарина — Остап Бендер
3. «Обнажённая со скрипкой» Н. Кауарда; постановка В. Н. Плучека — Клинтон Преминджер-младший
4. 1962 — «Наследники Рабурдена» Э. Золя, постановка В. Н. Плучека и Е. Я. Весника
5. 1956 — «Клоп» по пьесе Маяковского — Присыпкин, (главная роль)

#### Малый театр
1. 1964 — «Украли консула» Г. Мдивани — Консул
2. 1964 — «Главная роль» С. И. Алёшина — Козырев
3. 1965 — «Герои Фатерланда» Л. Кручковского — Бумюллер
4. 1966 — «Ревизор» Н. Гоголя — Городничий
5. 1966 — «Кола Брюньон» Р. Роллана, режиссёры Л. С. Ишимбаева, А. А. Гончаров
6. 1967 — «Оптимистическая трагедия» Вс. В. Вишневского — Алексей
7. 1967 — «Сын» А. В. Софронова — Голоногов
8. 1967 — «Джон Рид» Е. Р. Симонова — Антонио
9. 1968 — «Мои друзья» А. Корнейчука — Касьян Петрович
10. 1969 — «Золотое руно» А. С. Гуляшки — Марко Крумов
11. 1970 — «Человек и глобус» В. В. Лаврентьева — Зуев
12. 1970 — «Растеряева улица» по Г. И. Успенскому — Хрипушин
13. 1971 — «Каменный хозяин» Л. Украинки — Сганарель
14. 1973 — «Касатка» А. Н. Толстого — Абрам Желтухин
15. 1973 — «Средство Макропулоса» К. Чапека; постановка В. Монахова — Гаук-Шендорф
16. 1974 — «Самый последний день» Б. Л. Васильева — Бызин
17. 1974 — «Одиннадцатая заповедь» Ф. Шемберка — Прокурор Стршела
18. 1974 — «Царь Фёдор Иоаннович» А. К. Толстого — Луп-Клешнин
19. 1975 — «Вечерний свет» А. Н. Арбузова — Шнейдер
20. 1977 — «Свадьба Кречинского» А. В. Сухово-Кобылина — Расплюев
21. 1977 — «Господа Головлёвы» по М. Е. Салтыкову-Щедрину — Степан Владимирович Головлёв
22. 1977 — «Дачники» М. Горького — Басов
23. 1979 — «Агония» М. Крлежа — Ленбах
24. 1979 — «Мамуре» Ж. Сармана, режиссёр Б. А. Львов-Анохин — Антуан, хозяин харчевни «Белый баран», внук Мамуре
25. 1981 — «Целина» по книге Л. И. Брежнева, режиссёры Б. А. Львов-Анохин и Б. Бейлис — директор колхоза
26. 1982 — «Дикий Ангел» А. Ф. Коломийца, режиссёры В. К. Седов — Крячко[13]
27. 1982 — «Ревизор» Н. В. Гоголя, режиссёры Е. Я. Весник, Ю. М. Соломин — Городничий
28. 1985 — «Из новостей этого дня» Г. М. Маркова, Э. Ю. Шима — Забабурин
29. 1986 — «Сирано де Бержерак» Э. Ростана — Монфлери
30. 1986 — «Иван» А. И. Кудрявцева — Дудник
31. 1987 — «Игра» по Ю. В. Бондареву — Стишов
32. 1990 — «Леший» А. Чехова — Орловский

#### Московский драматический театр «Сфера»
1. 1981 — «Письма к незнакомке» А. Моруа А. Моравиа — Писатель
2. 1985 — «Театральный роман» по М. А. Булгакову — Иван Васильевич
3. «О том, что помню…» Е. Я. Весника — Автор

#### Театр имени Моссовета
1. 1976 — «Вечерний свет» А. Н. Арбузова (режиссёр Р. Г. Виктюк) — Шнейдер

#### Режиссёрские работы в театре
1. 1962 — «Наследники Рабурдена» Э. Золя (совместно с В. Н. Плучеком)
2. 1968 — «Мои друзья» А. Е. Корнейчука (совместно с Е. Р. Симоновым)
3. 1976 — «Господа Головлёвы» по М. Е. Салтыкову-Щедрину
4. 1982 — «Ревизор» Н. В. Гоголя (совместно с Ю. М. Соломиным)
5. «Проделки Скапена» Мольера
6. 1988 — «Чистка» В. В. Козак (Криворожский театр)

### Работы на телевидении
1. 1962 — «Интервью у весны» — Давыд Иванович Медакин (сцена из спектакля «Фунт лиха»)
2. 1967 — «Мы — мужчины» (Новелла № 3 «Коки из Бангари») — Филлипс
3. 1967 — «Пропавший чиновник» (телеспектакль) — от автора
4. 1972 — «Записки Пиквикского клуба», по Ч. Диккенсу (телеспектакль) — Уордль
5. 1973 — «По страницам Сатирикона-2» — подчинённый
6. 1976 — «Ну, публика!» — начальник станции
7. 1977 — «По страницам «Голубой книги»» — рассказчик «Неудачи»
8. 1980 — «Альманах сатиры и юмора»
9. 1980 — «Тайна Эдвина Друда», по Ч. Диккенсу (телеспектакль) — мистер Томас Сапси, мэр
10. «Будильник» — капитан Врунгель
11. 2003 — «Курьёзы, театр, кино, жизнь» (телеканал «Культура», авторские мемуары, 8 выпусков)[14]

### Работы на радио
- Клуб знаменитых капитанов — Тартарен из Тараскона
- «С добрым утром» — воскресная юмористическая передача, режиссёр А.Столбов, ведущий
- 1963 — «Сокрушитель стёкол» (радиоспектакль по рассказу Ж. Сименона) — инспектор Андре Лекёр
- 1968 — «Семь крестиков в записной книжке инспектора Лекёра» (радиоспектакль по одноимённому рассказу Ж. Сименона) — инспектор Андре Лекёр
- 1967 — «Айвенго» (радиоспектакль по роману Вальтера Скотта) — Седрик Сакс
- 1969 — «Алмаз раджи» (радиоспектакль по произведениям Р. Л. Стивенсона) — Джон Венделер, Томас Венделер
- 1972 — «Остров сокровищ» (радиоспектакль по одноимённому роману Р. Л. Стивенсона) — Сильвер
- 1976 — «Мегрэ в школе» (радиоспектакль по одноимённому роману Ж. Сименона) — комиссар Мегрэ
- 1978 — «Большая докторская сказка» (радиоспектакль по мотивам рассказов Карела Чапека «Большая кошачья сказка», «Большая докторская сказка») — Сидни Холл
- 1981 — «Дети капитана Гранта» (радиоспектакль в 4 частях по роману Жюля Верна) — майор Мак Наббс
- 1982 — «Граф Монте-Кристо» (радиоспектакль в 5 частях по роману Александра Дюма) — Гаспар Кадрусс
- 1984 — «Волшебная лампа Аладдина» (аудиосказка в пересказе М. Салье) — Султан
- 1987 — «Золотой жук» (радиоспектакль по одноимённому рассказу Э. По) — Юпитер
- 1988 — «Бедняга Жюстен» (радиоспектакль по рассказу Ж. Сименона «Показания мальчика из церковного хора») — комиссар Мегрэ
- 1993 — «Буря над Ла-Маншем» (радиоспектакль по одноимённому рассказу Ж. Сименона) — комиссар Мегрэ
- 1993 — «Приют утопленников» (радиоспектакль по одноимённому рассказу Ж. Сименона) — комиссар Мегрэ

### Фильмография
1. 1955 — Отелло — Родриго
2. 1955 — Урок жизни — инженер Пётр Замковой, брат Лили
3. 1956 — Дело № 306 — Петр Иванович Грунин, экономист из Новосибирска
4. 1956 — Пять дней (короткометражный) — Громов, комментатор
5. 1956 — Старик Хоттабыч — постовой милиционер
6. 1957 — Ночной патруль — растратчик (нет в титрах)
7. 1960 — Прыжок на заре — посетитель кафе «Ласточка»
8. 1961 — Командировка — представитель обкома партии
9. 1962 — Яблоко раздора — Илья Григорьевич Руденко, председатель колхоза «Коммунар»
10. 1963 — Стёжки-дорожки — Тимофей Остапович Воронюк, председатель колхоза
11. 1964 — Обыкновенное чудо — охотник
12. 1964 — Приключения Толи Клюквина — Малинин, управдом
13. 1964 — Свет далёкой звезды — полковник Афанасий Петрович Симонюк
14. 1964 — След в океане — штурман Иван Прокофьевич Ельцов
15. 1965 — Иностранка — профессор (также озвучил роль С.Филиппова)
16. 1965 — Перекличка — Вася, циркач
17. 1965 — Погоня — рыбак (нет в титрах)
18. 1965 — Путешественник с багажом — Иван Сергеев, попутчик в поезде
19. 1965 — Фитиль (короткометражный, фильм № 39 «Командировочный») — командировочный
20. 1965 — Фитиль (короткометражный, фильм № 40 «По всей форме») — Дмитрий Петрович
21. 1966 — Когда играет клавесин (короткометражный) — профессор правоведения
22. 1967 — Как солдат от войска отстал (Грузия-фильм) — рассказчик
23. 1967 — 12 могил Ходжи Насреддина — Цветков, учёный-востоковед
24. 1967 — Сильные духом — Ворончук, разведчик
25. 1967 — Я вас любил… — Павел Голиков, отец Коли
26. 1968 — Новые приключения неуловимых — полковник с большим лбом, со знаменитой фразой «Мадам, разрешите поцеловать Вам ручку»
27. 1968 — Семь стариков и одна девушка — директор спорткомплекса
28. 1968 — Трембита — бывший дворецкий графа Богдан Сусик
29. 1968 — Угрюм-река — пристав Фёдор Степанович Амбреев, пристав и коллежский советник
30. 1968 — Эксперимент доктора Абста — Джаб, американский военный моряк
31. 1970 — Валерка, Рэмка +… — Евгений, отец Валерки
32. 1970 — Вас вызывает Таймыр — Иван Иванович Кирпичников
33. 1970 — Взрыв замедленного действия (Молдова-фильм)
34. 1970 — Приключения жёлтого чемоданчика — начальник неба, диспетчер полётов в аэропорту
35. 1971 — Красная метель (Молдова-фильм) — Балабан
36. 1971 — Офицеры — фельдшер
37. 1972 — Неизвестный, которого знали все — Ровный
38. 1972 — Чудак из пятого «Б» — участковый врач
39. 1972 — Пятьдесят на пятьдесят — хирург-травматолог
40. 1973 — Нейлон 100 % — Егор Мотовилин, профессор-нейрохирург
41. 1973 — Самый сильный — халиф / визирь
42. 1973 — Умные вещи — книгоноша / посол
43. 1974 — Три дня в Москве — Андрей Петрович Потапов, отец Оли
44. 1975 — У меня есть лев — Герман Алексеевич, директор цирка
45. 1975 — Волны Чёрного моря (Фильм 1. «Белеет парус одинокий») — «Усатый», шпик
46. 1975 — Это мы не проходили — Иван Андреевич, главный архитектор, руководитель института
47. 1977 — Весь мир в глазах твоих… — Павел Иванович, друг отца, врач
48. 1977 — Родные — Иван Захарович Засекин
49. 1978 — По улицам комод водили (новелла «С повинной») — Мурин, директор гастронома
50. 1979 — Бабушки надвое сказали… — Юрий Сергеевич, директор цирка
51. 1979 — Летучая мышь — Амедей, прокурор
52. 1979 — Приключения Электроника — Семён Николаевич («Таратар Таратарыч»), учитель математики
53. 1979 — Сегодня и завтра — Евгений Яковлевич Юраш, директор проектного института (роль озвучил Г.Качин)
54. 1979 — Тема — писатель Пащин Игорь Иванович
55. 1980 — Миллионы Ферфакса — верховный комиссар полиции
56. 1980 — Седьмая пятница — председатель колхоза Курбоналиев
57. 1980 — Скандальное происшествие в Брикмилле — член городского правления Хардейкер
58. 1981 — Пора красных яблок — Халил
59. 1981 — Хочу, чтоб он пришёл — Валерий Павлович, артист кукольного театра
60. 1982 — Фитиль (короткометражный, фильм № 247 «Человек-невидимка»)
61. 1982 — Чародеи — председатель комиссии
62. 1983 — Вольный ветер — комиссар полиции (роль озвучил Игорь Ефимов)
63. 1983 — Фитиль (короткометражный, фильм № 256 «Кому сидеть?»)
64. 1984 — Берег его жизни — финансист
65. 1986 — Год телёнка — профессор
66. 1986 — Где-то гремит война — начальник станции, Королёв
67. 1987 — Конец света с последующим симпозиумом — Милтон Гринблатт
68. 1987 — Единожды солгав… — отец Александра, режиссёр местного театра в Новокопёрске
69. 1989 — Филипп Траум — смотритель княжеского замка Брандт
70. 1990 — Аферисты — лектор
71. 1990 — Красное вино победы — фотограф
72. 1990 — Шапка — писатель Соломон Евсеевич Фишкин, сосед Рахлина
73. 1991 — Действуй, Маня! — Евгений Данилович, биолог-генетик
74. 1991 — Преступление лорда Артура — Винкелькопф
75. 1992 — Аляска, сэр! — пан Исак
76. 1992 — На Дерибасовской хорошая погода, или На Брайтон-Бич опять идут дожди — Моня, радист
77. 1992 — Ноев Ковчег
78. 1992 — Тьма (Россия, Франция)
79. 1993 — Пистолет с глушителем — «пастух», психбольной
80. 1994 — Мастер и Маргарита — психиатр (в титрах — профессор Стравинский, но Стравинского в расширенной версии играет Игорь Кваша)
81. 1995 — Ералаш (выпуск № 109, сюжет «Вещий сон»)[15] — директор школы
82. 1995 — Ширли-мырли — Цитин, врач-хирург, у которого Кроликов спёр часы
83. 1999 — Белый танец — детский врач

#### Телеспектакли
1. 1959 — Обнажённая со скрипкой — Клинтон Преминджер младший, американский журналист
2. 1962 — Интервью у весны — Давыд Иванович Медакин, брат Милиции Ивановны
3. 1962 — Наследники Рабурдэна — Рабурдэн
4. 1964 — А разве кто-нибудь стрелял?
5. 1967 — Мы - мужчины — Филлипс
6. 1967 — Пропавший чиновник — читает текст от автора
7. 1968 — Секретное дело Иоганна Гутенберга
8. 1970 — Вот так история — директор
9. 1972 — Записки Пиквикского клуба — Уордль
10. 1972 — Наполовину всерьез
11. 1973 — Самый последний день — Бызин
12. 1974 — Редкий случай с интересным человеком — Валерий Васильевич
13. 1974 — По страницам Сатирикона-2 — подчинённый
14. 1974 — Коляска на балконе — Валерий Васильевич
15. 1976 — Ну, публика! — начальник станции
16. 1977 — По страницам «Голубой книги» — рассказчик, «Неудачи»
17. 1978 — Брак поневоле — Сганарель
18. 1978 — Средство Макропулоса — Гаук-Шендорф
19. 1979 — Мамуре — хозяин харчевни «Белый баран» Антуан
20. 1980 — Тайна Эдвина Друда — мистер Томас Сапси
21. 1985 — Ревизор — городничий Антон Антонович Сквозник-Дмухановский
22. 1988 — Иван — Дудник

### Дубляж

##### М. Мастроянни
1. 1961 — Развод по-итальянски — Фердинандо Чефалу[16] (дубляж киностудии им. Горького, 1964 г.)
2. 1963 — Вчера, сегодня, завтра — Кармине Сбарати / Ренцо / Аугусто Рускони[16] (дубляж киностудии «Союзмультфильм», 1966 г.)
3. 1964 — Брак по-итальянски — Доменико Сориано[16] (дубляж киностудии «Союзмультфильм», 1965 г.)

#### Другие работы
1. 1960 — Спартак — Лентул Батиат (роль П. Устинова)[17] (дубляж киностудии «Мосфильм», 1967 г.)

### Озвучивание мультфильмов
1. 1958 — Первая скрипка — кузнечик-папа / светлячок
2. 1959 — Приключения Буратино — папа Карло
3. 1962 — Чудесный сад — Ермек
4. 1964 — Кто виноват? — чайник
5. 1965 — Светлячок № 6 — Петух
6. 1966 — Светлячок № 7
7. 1967 — Кузнец-колдун — Энрик
8. 1967 — Машинка времени — Паша-Паша́
9. 1967 — Фитиль № 61 (сюжет «Зайкины рога») — Козёл
10. 1967 — Честное крокодильское — Доктор Лев (нет в титрах)
11. 1967 — Межа — солдат Кузьма
12. 1967 — Раз, два — дружно! — Ёжик
13. 1968 — Кот в сапогах — Король
14. 1969 — Дед Мороз и лето — Шофёр грузовика / милиционер / доктор
15. 1969 — Капризная принцесса — Главарь Нищих
16. 1970 — Кентервильское привидение — американец
17. 1971 — Три банана — Снеговик / дракон Бойсябой
18. 1972 — Зелёный кузнечик — Жук
19. 1972 — Коля, Оля и Архимед — сиракузский военачальник
20. 1972 — Фитиль № 125 (сюжет «Не по пути») — таксист
21. 1974 — С бору по сосенке — Пень-Колода, начальник футбольной команды «Ёлки-Палки»
22. 1976 — Фитиль № 164 (сюжет «Утраченные грёзы») — поставщик
23. 1978 — Наш друг Пишичитай. Выпуск 1 — Пишичитай
24. 1978 — Фитиль № 197 (сюжет «Обыкновенное чудо») — сосед сверху
25. 1979 — Наш друг Пишичитай. Выпуск 2 — Пишичитай
26. 1980 — Наш друг Пишичитай. Выпуск 3 — Пишичитай
27. 1980 — Трус
28. 1981 — Пёс в сапогах — Граф, кот кардинала
29. 1982 — Росомаха и лисица — Росомаха-муж
30. 1984 — Горшочек каши — Карл Гагенбак, колбасник
31. 1984 — Как щенок учился плавать — Рак
32. 1984 — Муфта, Полботинка и Моховая Борода — Моховая борода
33. 1988 — Доверчивый дракон — Хозяин
34. 1988 — Домовой и хозяйка — Домовой
35. 1991 — Приключения волшебного глобуса, или Проделки ведьмы
36. 1993 — Деревенский водевиль — пёс Ромуальд
37. 1994 — Ах, эти жмурки! — пёс Ромуальд
38. 2003 — Хорошо забытое старое — профессор Персиков

### Озвучивание советских фильмов
1. 1968 — Сказы уральских гор (документальный) — читает текст
2. 1978 — Господа Головлёвы (фильм-спектакль) — читает текст

### Участие в фильмах
1. 1982 — История деревянного человечка (документальный) — ведущий
2. 1989 — Голос памяти (документальный)
3. 1999 — Виталий Доронин (из цикла телепрограмм канала ОРТ «Чтобы помнили») (документальный)
4. 2007 — Анатолий Папанов. Обратная сторона славы (документальный)
5. 2012 — Евгений Весник. Всё не как у людей (документальный)

## Звания и награды
- Заслуженный артист РСФСР (1961)[источник?]
- Народный артист РСФСР (1971)[источник?]
- Народный артист СССР (1989)[источник?]
- Орден «За заслуги перед Отечеством» IV степени (15.01.1998) — за большой личный вклад в развитие отечественного искусства[18]
- Орден Отечественной войны II степени (11.03.1985)[4]
- Орден Трудового Красного Знамени (04.11.1974)[источник?]
- Орден Дружбы народов (15.02.1983)[источник?]
- Орден Красной Звезды (пр.2/н 28.02.1945) — за проявленное мужество и организованность в боях, в частности за то, что в районе Биттерсвальде организовал оборону силами наличных подразделений и рассеял большую группу немецких автоматчиков[5]
- Медаль «За отвагу» (пр.1/н 28.06.1944) — за то, что при форсировании р.Свирь показал себя храбрым и мужественным офицером и вынес с поля боя под обстрелом противника раненого офицера[19]
- Медаль «За отвагу» (пр.8/н 10.06.1945) — за то, что во время штурма Кенигсберга в боевых порядках наступающей пехоты организовывал добычу и доставку в штаб ценных сведений о противнике[6]
- Медаль «За взятие Кёнигсберга»[20]
- Медаль «За победу над Германией в Великой Отечественной войне 1941—1945 гг.»[источник?]
- Медаль «Двадцать лет Победы в Великой Отечественной войне 1941—1945 гг.»[источник?]
- Медаль «Тридцать лет Победы в Великой Отечественной войне 1941—1945 гг.»[источник?]
- Медаль «Сорок лет Победы в Великой Отечественной войне 1941—1945 гг.»[источник?]
- Медаль «50 лет Победы в Великой Отечественной войне 1941—1945 гг.»[источник?]
- Медаль «60 лет Победы в Великой Отечественной войне 1941—1945 гг.»
- Юбилейная медаль «50 лет Вооружённых Сил СССР»
- Юбилейная медаль «60 лет Вооружённых Сил СССР»
- Юбилейная медаль «70 лет Вооружённых Сил СССР»
- Медаль Жукова
- Медаль «Ветеран труда»
- Медаль «В память 800-летия Москвы»
- Медаль «В память 850-летия Москвы»
- Медаль «За воинскую доблесть» (Минобороны) I степени
- Благодарность Президента Российской Федерации (14.01.2003) — за большие заслуги в развитии отечественной литературы и искусства[21]
- Нагрудный знак Министерства обороны СССР «25 лет Победы в Великой Отечественной войне 1941—1945 гг.» (награждались только непосредственные участники боевых действий, 1970)
- Литературная премия «Венец» (Союз писателей Москвы, 2003)
- Радиопремия «Золотой микрофон».
- Почётный член рубрики «Клуб 12 стульев» «Литературной газеты».
- Награда международного кинофестиваля «Бригантина» в номинации «Лучшая эпизодическая роль» за фильм «Белый танец» (1999).

## Память
- В 2012 году вышел документальный фильм телеканала «ТВ Центр» «Евгений Весник. Всё не как у людей» (автор сценария и режиссёр-постановщик К. Владимиров)[7][значимость факта?].